# Malalai Joya
Malalai Joya (født 25. april 1978) er det yngste medlem af det afghanske parlament. 
Hun blev valgt ind i den 249 sæder store Nationalforsamling (Wolesi Jirga) i september 2005, som repræsentant for Farah-provinsen, hvor hun boede og arbejde indtil sin indvælgelse. I dag bor og arbejder hun i Kabul. 
Malalai Joya blev særligt kendt i december 2003, da hun talte højt og offentligt i Loya Jirga'en – en form for stormøde mellem politiske og religiøse ledere – mod krigsherrernes dominans i Afghanistan. Siden da har hun overlevet flere drabsforsøg og gemmer sig bag en burka og bevæbnede vagter, når hun er ude i det offentlige rum.
Joyas åbenmundethed har givet hende mange fjender, der truer med mord og voldtægt. Men især har det givet hende mange støtter, både inden- og udenfor Afghanistan. Hun er en folkehelt og et af de mest populære parlamentsmedlemmer, som kan samle flere tusinde tilhørere. Radiostationen BBC har kaldt hende Afghanistans kendteste kvinde.
Malalai Joya var fire år, da hendes familie flygtede fra Afghanistan til flygtningelejre i Iran og derefter Pakistan. Hun færdiggjorde sin uddannelse i Pakistan og begyndte at give litterære kurser til kvinder på 19. Efter at de sovjetiske tropper forsvandt fra Afghanistan, tog Malalai Joya tilbage i 1998 under Talebans regime. Under talebanernes styre etablerede hun et børnehjem og helbredsklinik og blev snart et talerør mod Taleban.

## Eksterne links
- Wikimedia Commons har flere filer relateret til Malalai Joya

1. ↑  Navnet er anført på bokmål og stammer fra Wikidata hvor navnet endnu ikke findes på dansk.